# Испанская Фаланга союзов национал-синдикалистского наступления
Испанская Фаланга союзов национал-синдикалистского наступления (исп. Falange Española de las Juntas de Ofensiva Nacional Sindicalista), сокращённо Испанская Фаланга СНСН (исп. FE de las JONS) — ультраправая испанская политическая партия, сформированная в результате слияния двух организаций — Испанской фаланги и Союзов национал-синдикалистского наступления 6 октября 1934 года.
Партия сочетала в себе идеи испанского национализма, национал-синдикализма, фашизма и других идей. Сформированная Хосе Антонио Примо де Риверой, она просуществовала до 19 апреля 1937 года, когда генералиссимус Франсиско Франко расформировал партию и создал свою объединённую Испанскую Традиционалистскую Фалангу (FET de las JONS).

## История

### «FE de las JONS» во время Второй Испанской Республики (1934—1936)

#### Создание партии

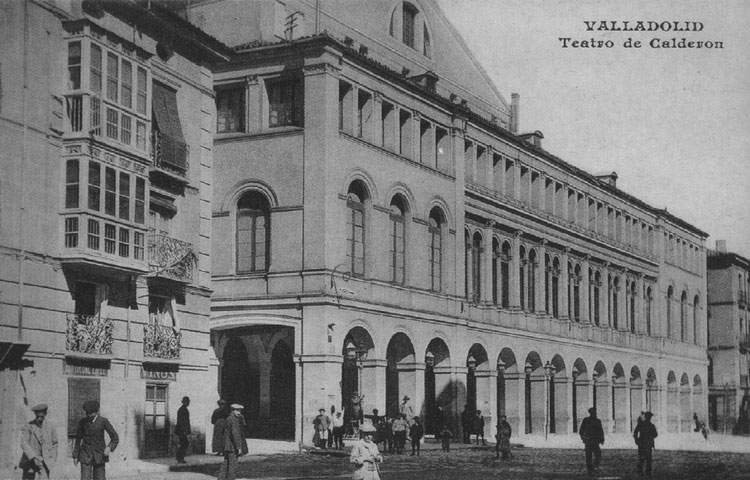
Театр Кальдерон, Вальядолид

Партия FE de las JONS была сформирована 6 октября 1934 года из двух партий — Испанская Фаланга (Falange Español, сокращённо FE) и Союзы национал-синдикалистского наступления (Juntas de Ofensiva Nacional-Sindicalista, сокращённо JONS).
Причин для слияния двух организаций было несколько. Во-первых, у двух организаций было много схожих черт в плане идеологии. Как и СНСН, Испанская Фаланга активно адаптировала идеи фашизма и национал-синдикализма, при этом основываясь на насаждении идей превосходства Испании и католической веры.
Второй причиной была политическая и экономическая зависимость СНСН. Противоречия между Испанской Фалангой и СНСН возникли в самом начале из-за прав называться испанской национал-синдикалистской партией. Из-за этого Фаланга договорилась с крупными инвесторами из Испанского Обновления о сотрудничестве и кооперации, что негативно сказалось на доходах СНСН из-за оттока инвесторов из Испанского Обновления. Также две партии нередко сталкивались с постоянными нападками социалистов и анархистов на филиалы организаций, из-за чего СНСН пришлось договариваться с более сильной Испанской Фалангой о тесном сотрудничестве и совместной кооперации от нападок левых активистов.
Именно поэтому лидеры двух партий, Хосе Антонио и Рамиро Ледесма, решили провести общую конференцию в театре Кальдерон, запланированную на 6 октября 1934 года. На этой конференции совет решил, что стоит создать новую партию — Испанскую Фалангу союзов национал-синдикалистского наступления, во главе которой будет стоять триумвират из трёх человек: 2 основателя Испанской Фаланги Хосе Антонио и Хулио Руис де Альда, а также лидер СНСН Рамиро Ледесма.
Триумвират 1934-1935 гг.
В будущем из-за ухода Рамиро Ледесмы из партии триумвират будет распущен, а главой партии единолично станет Хосе Антонио Примо де Ривера.

#### 1934—1935 гг.
Сразу же после основания новой партии Испанское Обновление решило заключить новый договор с FE de las JONS. В договоре, подписанным обеими сторонами, говорилось, что Испанская Фаланга будет получать помесячно 10 000 песет от Испанского Обновления, но взамен фалангисты не будут нападать на монархистов или негативно высказываться об их идеях:
FE de las JONS не будет нападать в устной или письменной речи ни на Испанскую партию обновления, ни на монархическую доктрину, обязуясь своими действиями сознательно не создавать никаких препятствий для осуществления программы этой партии.Часть соглашения, подписанного между Примо де Риверой и Испанским Обновлением.
Тем не менее, после Астурийского восстания 1934 года Испанское Обновление прекратило финансирование FE de las JONS, переключив свои ресурсы и силы на формирования Национального блока против социалистов, основанного 10 декабря 1934 года.

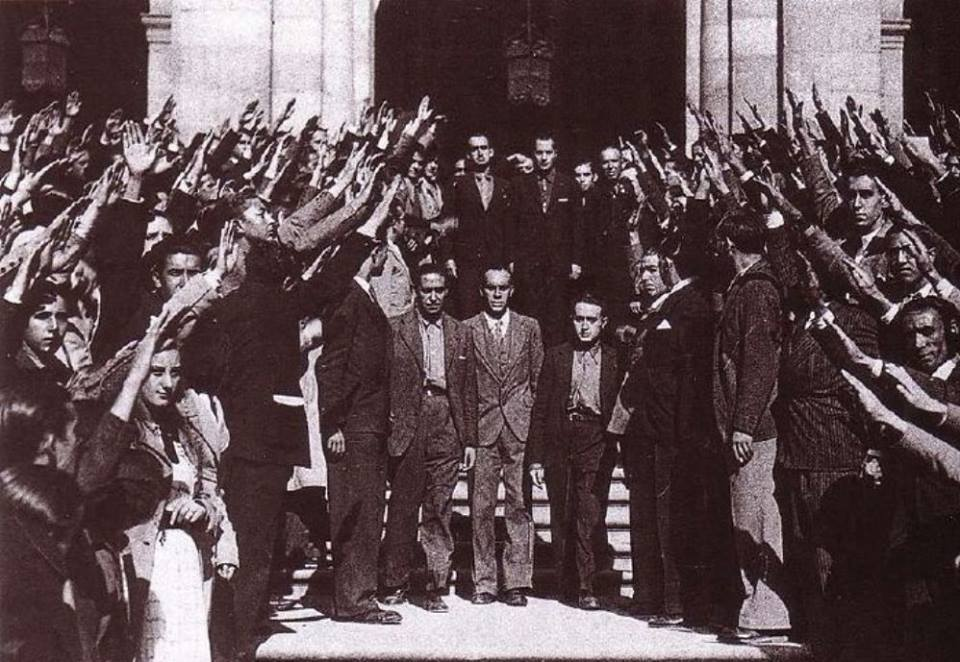
Группа фалангистов на мероприятии, 1934 г.

Причин для отказа Испанской Фаланги во вступление в Национальный блок было несколько. Во-первых, положение Фаланги было нестабильным из-за нарастания противоречий между лидерами Хосе Антонио и Рамиро Ледесмой по поводу будущего партии. Впоследствии, Рамиро Ледесма ушёл из партии, попытавшись вновь восстановить независимые Союзы Национал-Синдикалистского Наступления, но безрезультатно. Второй причиной стали разногласия между Фалангой и Национальным блоком по вопросу религии. Для определения целей партии, руководство фалангистов составила «27 пунктов» своих намерений и целей, и 25 пункт касался определения церкви и католической веры в обществе:
Церковь и государство договариваются о своих полномочиях, не допуская никакого вмешательства или деятельности, подрывающей достоинство государства или национальную неприкосновенность.
Именно из-за этого пункта Национальный блок, состоящий по большей части из людей, считающих церковь и государства как два элемента, которые должны сотрудничать, начал скептически относиться к Фаланге. После этого частая финансовая поддержка от CEDA и Испанского Обновления приостановилось, что серьёзно сказалось на финансовом положении партии и поставило её в экономический кризис.
Однако, Хосе Антонио Примо де Ривера получил финансовую помощь от Национальной Фашистской Партии (30 000 песет в месяц через итальянское посольство в Париже) после встречи с Муссолини в Риме 6 мая 1935 года, благодаря чему партия смогла начать восстанавливаться во второй половине того же года — период, когда «некоторые консервативные круги вновь обратили свои взоры на Фалангу как на последнюю надежду против коммунизма». Тогда же и усилились насильственные методы обороны и продвижения партии. Фашистская экономическая помощь продолжалась вплоть до ареста Хосе Антонио Примо де Риверы в марте 1936 года.

Итоговые результаты же выборов были весьма скудными для Фаланги. Такой итог мог быть обусловлен тем, что в Испании не было сильно укоренившегося национализма, а наоборот, были сильные периферийные националистические настроения (например, каталонский и баскский национализм), это лишало фашистскую идеологию, основанную прежде всего на ультранационализме, её главного козыря. В апреле 1934 года социалист Луис Араквистайн опубликовал статью в американской газете Foreign Affairs, в которой он проанализировал ничтожные возможности фашизма в Испании:
В Испании не может быть фашизма итальянского или немецкого типа. Здесь нет демобилизованной армии, как в Италии; здесь нет ни сотен тысяч молодых студентов университетов, у которых нет будущего, ни миллионов безработных, как в Германии. Нет такого понятия, как Муссолини, даже Гитлера; Нет ни империалистических амбиций, ни чувства мести, ни проблем экспансии, ни даже еврейского вопроса. Из каких ингредиентов мог быть получен испанский фашизм? Я не представляю такой рецепт.
Результаты выборов 1935 года сильно подкосили положение FE de las JONS. Субсидии из Италии, ранее спасавшие шаткое положение Фаланги, были сокращены вдвое, а позже и вовсе отменены после плохих результатов выборов 1936 года. Даже национал-синдикалистская доктрина не сумела привлечь рабочих, которые предпочитали входить в более обширные кружки (ВСТ и НКТ). В этот период ему не удалось иметь ни одного депутата в кортесах, так как хотя Хосе Антонио Примо де Ривера получил депутатский акт на выборах в ноябре 1933 года, он сделал это через консервативную кандидатуру от CEDA.

#### Февраль-июнь 1936 г.
Положение FE de las JONS сильно поменялось с момента проведения парламентских выборов 1936 года. Сначала положение Испанской Фаланги было крайне критичным. Партия не получила ни одного депутатского мандата, получив в общей сложности всего 46 000 голосов (0,7 % электората). Такое поражение было связано с тем, что CEDA считалась самым явным вариантом для правых, к тому же Примо де Ривера, проводивший интенсивную избирательную кампанию, не нашёл контакта с аудиторией в своих выступлениях.

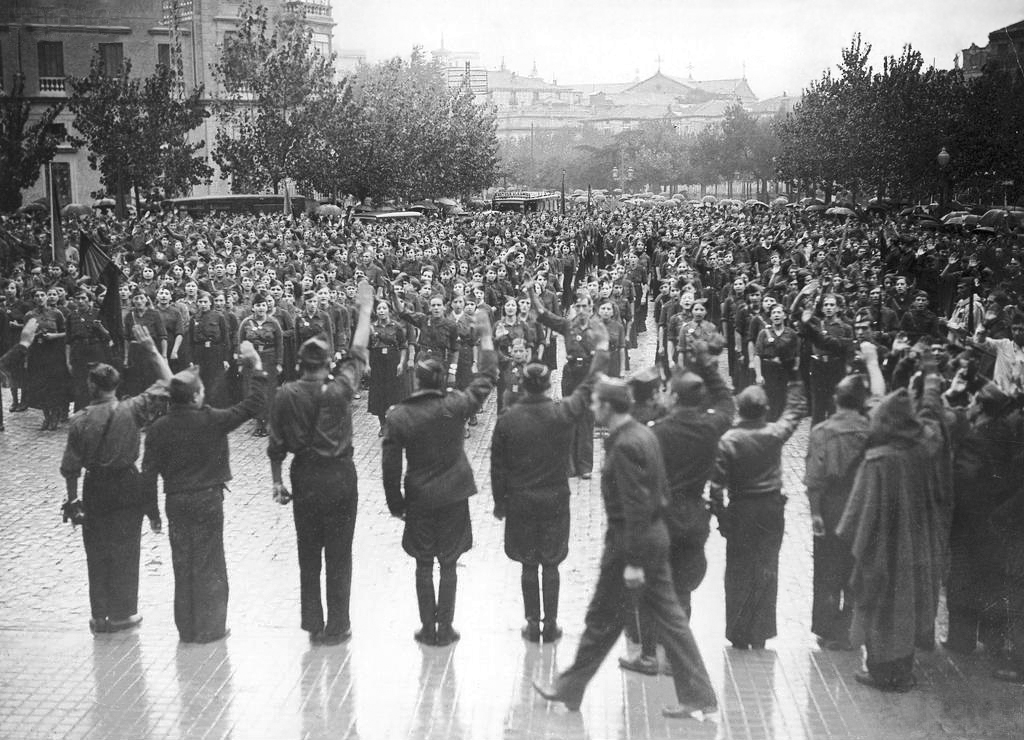
Выступление фалангистов в Сарагосе, 1936 г.

После победы Народного фронта на выборах, Фаланга, которая до этого была очень незначительным формированием, присутствовавшим только на улицах, получила лавину боевиков из числа молодежи CEDA, недовольных тем, что они считали умеренной позицией своей партии. Обстановка агитации в Мадриде и в крупных городах обострилась, а вооружённые столкновения между боевиками левых партий и фалангистами приобрели чрезвычайно серьёзный характер. После нападения 11 марта 1936 года на профессора права и социалистического активиста Хименеса де Асуа, совершенного фалангистским боевиком, муниципальный судья, который судил его, был убит 48 часов спустя боевиками-фалангистами.
Поскольку в этих провинциях были допущены повторные выборы в Гранаде и Куэнке, CEDA, при посредничестве Серрано Суньера и монархиста Антонио Гойкоэчеа, согласилась включить Примо де Риверу в списки Куэнки с возможностью быть избранным; таким образом, он сохранит парламентскую неприкосновенность и будет освобожден из тюрьмы (генерал Франко также был включен в тот же список, но на него наложил вето Примо де Ривера). Но избирательная комиссия объявила, что действительными являются только те кандидаты, которые уже были действительны на первоначальных выборах, поэтому он был исключен из списка (Примо де Ривера баллотировался на выборах от избирательного округа Кадис, получив 7 499 голосов, 4,6 % электората).
В июле 1936 года Примо де Ривера всё ещё находился в тюрьме в Аликанте после двух судебных процессов по разным причинам. Оттуда он вступил в контакт с главными заговорщиками, которые организовали восстание против Второй республики, которое завершилось восстанием 17 июля Африканской армии (к которой позже присоединился генерал Франко, чтобы возглавить её, а на следующий день последовали другие гарнизоны полуострова).

### «FE de las JONS» во время Гражданской Войны в Испании (1936—1937)
По итогам планомерной подготовки к восстанию, начиная с гражданской войны в Испании FE de las JONS приобрела наибольшее влияние как в гражданской жизни, так и на фронте наряду с карлистами из Рекете. Тем не менее, даже имея значительное превосходство по численности членов как партии, так и её военизированного крыла, Фаланге приходилось идти на компромиссы с другими крупными партиями и даже тесно кооперироваться между собой.

Коалиция правых политических сил во время Испанской Гражданской Войны 1936-1939 гг.
FE de las JONS
Рекете
СЭДА
Испанское Обновление

Как потом писал Пол Престон в книге о Франко, в годы гражданской войны между членами коалиции «существовала высокая степень взаимодействия». Несмотря на различия в своих взглядах, у этих партий было две основные цели — победить социалистические силы Испании и построить авторитарное корпоративное государство.

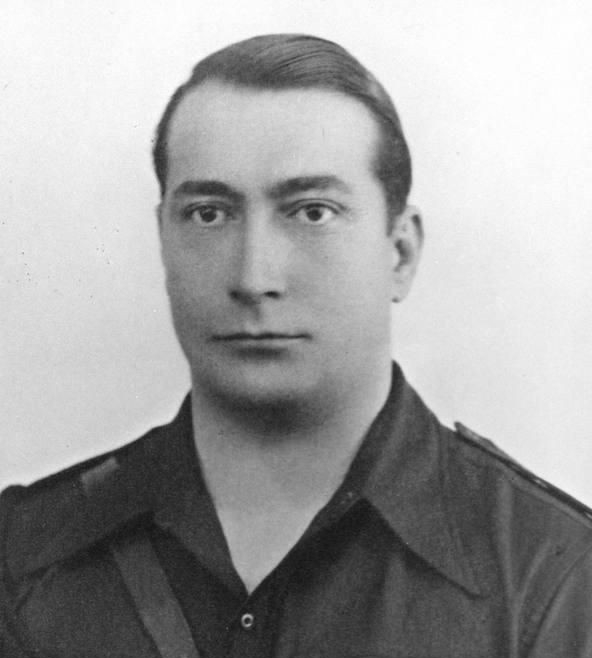
Мануэль Эдилья — второй национальный лидер Фаланги

Тем не менее, 17 ноября народный суд Аликанте приговорил Хосе Антонио к расстрелу за участие в вооружённом мятеже, и через 3 дня приговор был приведён в исполнение, 20 ноября 1937 года. После того, как произошло это событие, фактическим преемником Примо де Риверы и новым национальным лидером стал один из самых активных и популярных членов Фаланги Мануэль Эдилья.
В условиях гражданской войны в Испании и усердной работы Мануэля Эдильи Фаланга приобрела важнейшее значение. Через сделки о финансирование со стороны СЭДА и Испанского Обновления, FE de las JONS помимо снаряжения бойцов на фронт активно вела политическую жизнь, внедряя всё больше людей к себе в партию. По сравнению с 1934 годом, Испанская Фаланга СНСН возросла примерно в пять раз на момент конца 1936 года.

Знамя 58-го подразделения фалангистов, захваченное республиканцами. Сейчас в Москве

В Гражданской войне фалангисты активно участвовали в репрессиях в националистической зоне. Многочисленные подразделения оставались в тылу для выполнения этой задачи, и, хотя в значительной степени они действовали как простое исполнительное подразделение военного командования, они также осуществляли действия автономно, в основном в 1936 и 1937 годах. Тем не менее, Антонио Руис Вилаплана, судебный секретарь Бургоса и адвокат, который в конечном итоге бежал от франкизма в 1937 году, заявил, что Фаланга, по крайней мере, в провинции Бургос, была «той, которая вызвала наименьшее количество жертв, и, безусловно, той, которая действовала с более справедливым и честным критерием; Из всех ополчений и корпусов она единственная, которая позаботилась о том, чтобы относительная мораль и справедливость определяли ее решения», указывая на военные, реакционные и церковные элементы как на главную ответственность за эти репрессии.

### Ликвидация партии — Декрет об объединении 1937 г.

#### Декрет об объединении

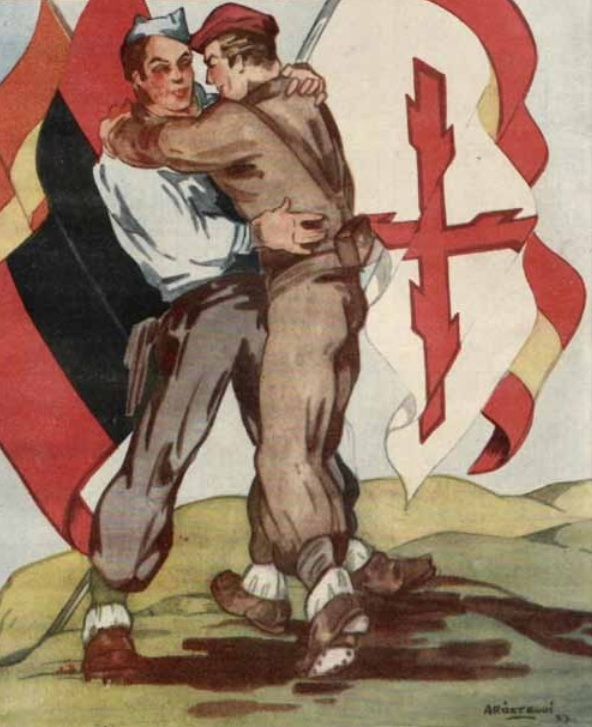
Изображение в журнале «Стрелы», демонстрирующее объединение фалангистов и карлистов, 1937 г.

Национальный лидер повстанцев и генералиссимус Франсиско Франко в своих планах ставил стабилизацию государства превыше идеологической составляющей партий, поэтому в его целях было преобразование всех политических партий в одну главенствующую и объединяющую государство организацию.
Так как самыми влиятельными группами в повстанческой зоне были фалангисты и карлисты, Франко решил объединить их, назвав свою партию «Испанская Традиционалистская Фаланга союзов национал-синдикалистского наступления», и создание его пришлось на 19 апреля 1937 года.
Переговоры между фалангистами и карлистами начались в Лиссабоне, месте вынужденного проживания Мануэля Фаль Конде, 16 февраля 1937 года. В том же феврале, переговоры возобновятся в Саламанке. В них фалангисты «настаивали на поглощении путём интеграции карлистов в фалангу в обмен на уступки, такие как согласие на установление католической и традиционалистской монархии», но открывали двери для различных вариантов в качестве кандидатов на занятие её в качестве регентов, «самого Франко или дона Хуана де Бурбона-и-Баттенберга». Во всяком случае, Эдилья также установил контакты с Франко и его политическим окружением (Серрано Суньер, Педро Гонсалес Буэно и Бокос, а также Ладислао Лопес Басса), с которыми он поддерживал хорошие отношения.
Тем не менее, Франко не интересовали напряжённые отношения между фракциями, поэтому предложил ультиматум: добровольное вхождение или суровые последствия (ссылка, арест, расстрел и т. д.). Таким образом, путём огромных политических махинаций Франсиско Франко добился уничтожения Фаланги и преобразования её, как и других партий, в FET de las JONS.

#### Фалангисты после ликвидации партии
После ликвидации FE de las JONS как партии и преобразования её вместе с другими партиями в единую Испанскую Традиционалистскую Фалангу, общество фалангистов раскололось на два крупных течения. Первая группа ставила приоритеты сохранения единого антикоммунистического государства выше идеалов национал-синдикализма и примкнули в новую партию (главные представитель — Санчо Давила). Другая же группа лиц отказалась от членства в новой партии, считая, что ИТФ СНСН отвергает старые принципы фаланги, и среди них образовалась правая оппозиция Франко (главный представитель — Мануэль Эдилья).
Начиная с 1937 года правая оппозиция Франко в лице радикальных фалангистов вела свою деятельность внутри Испании, создавая тайные и публичные кружки изучения национал-синдикализма с целью антифранкистской пропаганды. Даже свою вторую самую популярную фалангистскую песню «Viva la revolución» оппозиция начала воспевать с настроениями против настоящей власти:

Да здравствует, да здравствует, да здравствует революция! 

Да здравствует, да здравствует Falange de las JONS 

Долой, Долой, долой рекете: 

Да здравствует, да здравствует Фаланга, но без «Т»! 

И не нужны нам главы-идиоты, 

Не знающие как всем управлять; 

Но что хотим мы, и воплотим мы -

Это синдикалистское государство! Оригинальный текст (исп.)¡Viva, viva la revolución!, 

¡Viva, viva Falange de las JONS! 

¡Fuera, fuera, fuera al Requete!, 

¡Viva, viva Falange sin la "T"!, 

Que no queremos los jefes idiotas, 

que no sepan gobernar. 

Lo que queremos e implantaremos: 

el Estado Sindical!

В Испанском Государстве насчитывались десятки и сотни фалангистских организаций, отождествляющих себя не с официальным режимом, а с Фалангой до 1937 года. Самыми крупными фалангистскими организациями являлись:
- Национальный фронт свободного альянса (Frente Nacional de Alianza Libre) — 1968—1978 гг.
- Фронт студентов-синдикалистов (Frente de Estudiantes Sindicalistas) — 1963—2004 гг.
- Революционный синдикалистский фронт (Frente Sindicalista Revolucionario) — 1965—1977 гг.
- Подлинная испанская фаланга (Falange Español Auténtica) — 1939—1943 / 1979-наст. вр.
- Кружки доктрины Хосе Антонио (Círculos Doctrinales José Antonio) — 1959—1979 гг.
- Независимая испанская фаланга (Falange Española Independiente) — 1977—2004 гг.
- Испанская Фаланга СНСН (1976) (Frente Nacional de Alianza Libre) — 1976—н.в.
- Фаланга (FE) — 1995—н.в.
- Подлинная Фаланга (Falange Auténtica) — 2002—н.в.

## Организационные структуры FE de las JONS
Как бы то ни было, FE de las JONS с момента создания до её ликвидации являлась массовой партией, поэтому она образовывала множество дочерних организаций партии. Вот самые известные из них:
Студенческая организация. Sindicato Español Universitario — национально-синдикалистская студенческая организация, созданная во время Второй Испанской Республики под руководством Хосе Антонио Примо де Риверы с целью внедрения фундаментальных принципов национал-синдикализма в университетах Испании.
Женская организация. Sección Femenina была женской ветвью испанской фаланговой партии JONS, а затем FET и JONS. Во время гражданской войны посвящали себя оказанию поддержки семьям погибших на стороне повстанцев в боях. Также стихийно организовывали базовую помощь населению (продовольственные ранчо для детей, одежду, здоровье, раздачу продовольственных карточек и т. д.).
Профсоюз. Central Obrera Nacional-Sindicalista была специальной организацией рабочих и трудящихся в партии и объединяла фалангистские комитеты профсоюзов по всей Испании.
Дипломатическая служба. — Servicio Exterior de Falange был органом, отвечавшим за координацию действий различных фаланговых делегаций, существовавших за пределами испанской территории. Имел филиалы в Аргентине, Чили, Германии, Австралии, Филиппинах, а также в Италии.

## Символы FE de las JONS

Ярмо и стрелы — один из главных символов FE de las JONS

Как и многие политические партии Испании, партия FE de las JONS имела свои специальные символы движения. Самыми отличительными были следующие символы:
- Ярмо и стрелы — самый популярный и активно использовавшийся символ в Испанской Фаланге. Изначально, концепция объединения ярма и стрел являлась аллегорией на брачный союз Изабеллы I Кастильской и Фердинанда II Арагонского, который привёл к окончательному объединению Испании. Ярмо и стрелы, как символ единой Испании, также использовался среди последующих католических монархов, представляя объединённую Испанию и «героические добродетели расы»[23].
- Синие рубашки — специальная униформа фалангистов FE de las JONS, где самым запоминающимся элементом были рубашки синего цвета. Синий цвет символизировал промышленных рабочих, борющихся за свои права. Свою униформу фалангисты позаимствовали у формы чернорубашечников в Италии, переняв и адаптировав такую концепцию в Испании.
- Иберийский салют — форма приветствия и отдачи чести среди членов FE de las JONS. Совпадает с приветствием членов Национальной фашистской партии и НСДАП. Фалангисты считают, что иберийцы именно так приветствовали друг друга в соответствии с devotio ibérica, что подразумевало крепкие личные отношения.
- Флаг с ярмом и стрелами — официальное полотнище FE de las JONS. Он состоит из трёх вертикальных равновеликих полос: красной — у древкового края, чёрной — в середине и красной — у свободного края полотнища. Отношение ширины флага к его длине — 2:3. Флаг был придуман в 1934 году Хосе Антонио Примо де Риверой и Рамиро Ледесмой, красно-чёрные цвета символизируют идеи синдикализма.

## Международное сотрудничество

Фалангистки несут знамёна союзников партии. Декабрь 1936 года

Несмотря на предпочтение ведению внутренних дел в рамках Испании, Испанская Фаланга СНСН имела внешние дипломатические связи с разными партиями иностранных государств. В период 1934—1937 гг. FE de las JONS имела дипломатические связи со следующими организациями:
| Организация                                               | Страна                    |
| --------------------------------------------------------- | ------------------------- |
| Национальная фашистская партия                            | Итальянская Империя       |
| Национал-социалистическая немецкая рабочая партия (НСДАП) | Германский Рейх           |
| Национальные ассамблеи Испании (Филиппинская Фаланга)     | Содружество Филиппины     |
| Испанский круг действий Национальная фаланга (1935—1937)  | Республика Чили           |
| Ливанская фалангистская партия «Катаиб»                   | Государство Великий Ливан |